# Song Joong-ki
Song Joong-ki (hangul: 송중기, ur. 19 września 1985) – południowokoreański aktor.

## Życie prywatne
5 lipca 2017 roku aktor i Song Hye-kyo, z którą grał w Taeyang-ui huye, ogłosili za pośrednictwem swoich agencji, że są zaręczeni. Pobrali się w prywatnej ceremonii 31 października 2017 roku w Youngbingwan, w Hotel Shilla w Seulu, pośród intensywnego zainteresowania mediów z całej Azji. W uroczystości uczestniczyła najbliższa rodzina i przyjaciele pary.
27 czerwca 2019 roku Song Joong-ki ujawnił, że poprzedniego dnia złożył wniosek o rozwód z Song Hye-kyo. Postępowanie rozwodowe zostało zakończone 22 lipca 2019 roku.

## Filmografia

### Filmy
| Rok  | Tytuł                                               | Rola           |
| ---- | --------------------------------------------------- | -------------- |
| 2008 | Ssang-hwa-jeom (kor. 쌍화점)                        | No-tak         |
| 2009 | Five Senses of Eros (kor. 오감도)                   | Yoo Jae-hyuk   |
| 2009 | The Case of Itaewon Homicide (kor. 이태원 살인사건) | Jo Jong-pil    |
| 2010 | Hearty Paws 2 (kor. 마음이2)                        | Dong-wook      |
| 2011 | Penny Pinchers (kor. 티끌모아 로맨스)               | Chun Ji-woong  |
| 2012 | Pengi and Sommi (kor. 황제펭귄 펭이와 솜이)         | Narrator       |
| 2012 | The Grand Heist (kor. 바람과 함께 사라지다)         | Jung-goon      |
| 2012 | A Werewolf Boy (kor. 늑대소년)                      | Chul-soo       |
| 2017 | Gunhamdo                                            | Park Moo-young |

### Telewizja
| Rok  | Tytuł                                                        | Rola                              | Stacja telewizyjna |
| ---- | ------------------------------------------------------------ | --------------------------------- | ------------------ |
| 2007 | Get Karl! Oh Soo-jung (kor. 칼잡이 오수정)                   |                                   | SBS                |
| 2008 | Love Racing (kor. 러브 레이싱)                               |                                   | YTN                |
| 2008 | My Precious You (kor. 내사랑 금지옥엽)                       | Jang Jin-ho                       | KBS2               |
| 2009 | Triple (kor. 트리플)                                         | Ji Poong-ho                       | MBC                |
| 2009 | Akassireul butakhae (kor. 아가씨를 부탁해)                   |                                   | KBS2               |
| 2009 | Will It Snow for Christmas? (kor. 크리스마스에 눈이 올까요?) | Han Ji-yong                       | SBS                |
| 2010 | Obstetrics and Gynecology Doctors (kor. 산부인과)            | Ahn Kyung-woo                     | SBS                |
| 2010 | Sungkyunkwan Scandal (kor. 성균관 스캔들)                    | Gu Yong-ha                        | KBS2               |
| 2011 | Deep Rooted Tree (kor. 뿌리깊은 나무)                        | Yi Do                             | SBS                |
| 2012 | The Innocent Man (kor. 세상 어디에도 없는 착한남자)          | Kang Ma-ru                        | KBS2               |
| 2016 | Taeyang-ui huye (kor. 태양의 후예)                           | Yoo Si-jin                        | KBS2               |
| 2016 | Ma-eum-ui sori                                               | cameo                             | KBS2               |
| 2017 | Męska rozgrywka                                              | cameo                             | JTBC               |
| 2019 | Kroniki Arthdalu                                             | Eun Seom / Saya                   | tvN                |
| 2021 | Vincenzo                                                     | Vincenzo Cassano / Park Joo-hyung | tvN                |
| 2022 | Reborn Rich                                                  | Jin Do Joon/ Yoon Hyun Woo        | JTBC               |